# Royner Navarro
Pour les articles homonymes, voir Navarro.
Navarro  Calle est un nom espagnol. Le premier nom de famille, en général paternel, est Navarro ; le second, en général maternel, souvent omis, est Calle.
Royner Grover Navarro Calle (né le 1er août 1992 à Ayacucho) est un coureur cycliste péruvien.

## Biographie
En 2013, il fait coup double lors de la 2e étape du Tour de Bolivie : l'étape et le classement général.

## Palmarès et résultats

### Palmarès par année
- 2009
  -  Champion du Pérou de VTT cross-country juniors
- 2010
  -  Champion du Pérou sur route juniors
  - 3e du championnat du Pérou du contre-la-montre juniors
- 2011
  - 1re étape de la Vuelta Orgullo Wanka
  - Vuelta a Trujillo :
    - Classement général
    - 3e étape

  - 2e de la Vuelta Orgullo Wanka
  -  Médaillé de bronze du championnat d'Amérique du Sud sur route espoirs
- 2012
  -  Champion du Pérou sur route espoirs
  - 4e étape de la Trepada al Cerro San Cristóbal
  - Vuelta Orgullo Wanka
  - Vuelta Yarinacocha
  - 2e du championnat du Pérou du contre-la-montre espoirs
- 2013
  -  Champion du Pérou du contre-la-montre espoirs
  - Copa Apertura :
    - Classement général
    - 1re étape

  - 2e étape de la Vuelta Orgullo Wanka
  - 4e étape de la Vuelta a Cochabamba
  - 2e étape du Tour de Bolivie
  - 3e de la Vuelta Orgullo Wanka
  - 3e du championnat du Pérou sur route espoirs
  - 8e du championnat panaméricain sur route espoirs
- 2014
  - Vuelta Orgullo Wanka
- 2015
  - Trepada al Cerro San Cristóbal :
    - Classement général
    - 1re et 2e étapes
- 2017
  - 3e étape du Tour du Pays Sostranien
  - L'Antonin-Magne
- 2018
  - Copa Apertura :
    - Classement général
    - 1re étape (contre-la-montre)

  - Lima-Cerro Azul-Lima :
    - Classement général
    - 2e étape

  - 2e du championnat du Pérou sur route
- 2019
  -  Champion du Pérou sur route
  - Vuelta Aniversario Ciudad de Calama
  - Lima-Cerro Azul-Lima :
    - Classement général
    - 1re étape

  - Tour du Pérou
  - 4e du championnat panaméricain sur route
- 2021
  - 3e du championnat du Pérou sur route
- 2022
  -  Champion du Pérou sur route
  -  Champion du Pérou du contre-la-montre
- 2025
  - 2e du Tour de Mendoza

### Classements mondiaux
| Année            | 2013 | 2014 | 2015 | 2016 | 2017 |
| ---------------- | ---- | ---- | ---- | ---- | ---- |
| UCI America Tour | 250e | 210e |      |      | 436e |